# Rue Adolphe-Félix-Gatien-Arnoult
La rue Adolphe-Félix-Gatien-Arnoult (en occitan : carrièra Adolphe-Félix Gatien-Arnoult) est une voie de Toulouse, chef-lieu de la région Occitanie, dans le Midi de la France.

## Situation et accès

### Description
La rue Adolphe-Félix-Gatien-Arnoult est une voie publique. Elle se trouve dans le quartier Arnaud-Bernard.
La chaussée compte une seule voie de circulation automobile en sens unique, de la rue des Trois-Piliers vers la place Saint-Sernin. Elle appartient à une aire piétonne, où la circulation est réglementée et la vitesse limitée à 6 km/h. Il n'existe pas de bande, ni de piste cyclable, quoiqu'elle soit à double-sens cyclable.

### Voies rencontrées
La rue Adolphe-Félix-Gatien-Arnoult rencontre les voies suivantes, dans l'ordre des numéros croissants (« g » indique que la rue se situe à gauche, « d » à droite) :
1. Place Saint-Sernin (g)
2. Rue des Cuves-Saint-Sernin (d)
3. Rue Gramat (g)
4. Rue des Trois-Piliers (g)
5. Rue Saint-Charles (d)

### Transports
La rue Adolphe-Félix-Gatien-Arnoult n'est pas directement desservie par les transports en commun Tisséo. Elle se trouve cependant à proximité du boulevard d'Arcole, parcouru par les lignes de Linéo L1L14 et de bus 294570. Elle se trouve à égale distance des stations de métro Compans-Caffarelli et Jeanne-d'Arc, toutes deux sur la ligne .
Il se trouve une station de vélos en libre-service VélôToulouse dans la rue Adolphe-Félix-Gatien-Arnoult : la station no 55 (2 rue Gatien-Arnoult).

## Odonymie

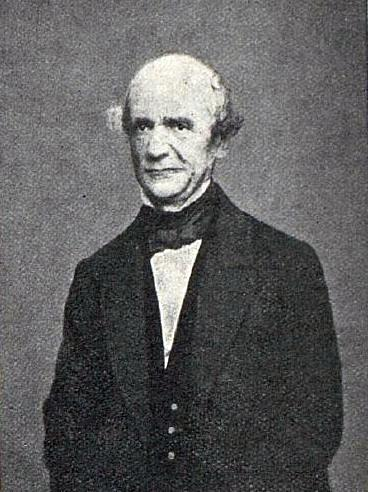
Portrait d'Adolphe-Félix Gatien-Arnoult (Bulletin municipal, 1938).

Le nom de la rue rend hommage à Adolphe-Félix Gatien-Arnoult (1800-1886). Docteur ès lettres, agrégé, professeur de philosophie à la faculté des lettres de Toulouse, recteur d'académie, il collabore aux institutions savantes de la ville, puisqu'il est membre de l'académie des inscriptions et belles-lettres de Toulouse et mainteneur des Jeux floraux. Libéral sous la monarchie de Juillet, engagé politiquement, il est maire de Toulouse, de façon éphémère, en 1848 et en 1870, et député de la Haute-Garonne de 1848 à 1849, puis de 1871 à 1876.
À la fin du Moyen Âge, la rue était connue, avec la rue des Cuves-Saint-Sernin qui la prolongeait au sud, comme la rue de la Chanoinie ou de la Chanoinie-de-Saint-Sernin – pour la distinguer de la rue de la Chanoinie-de-Saint-Étienne (actuelle rue Sainte-Anne) –, car elle longeait à l'ouest les jardins et les dépendances de l'abbaye Saint-Sernin. À la même époque, la partie nord de la rue portait parfois le même nom que la rue des Trois-Piliers : elle fut la rue des Pelhiers, car elle était bordée de boutiques de chiffonniers et de fripiers (pelhaires en occitan) ou du Puits-des-Pelhiers. On trouvait effectivement un puits, au carrefour de la rue des Trois-Piliers, qui lui donnaient aussi le nom de rue des Piliers, car il était jsutement soutenu par trois piliers. Dans la première moitié du XVIIe siècle, peu après 1621, date de l'entrée du roi Louis XIII dans Toulouse par la porte Arnaud-Bernard et la rue des Pelhiers, on lui donna le nom de rue Royale, qu'elle conserva jusqu'en 1887, sauf en 1794, pendant la Révolution française, où on la baptisa rue Caron, en l'honneur de Pierre-Augustin Caron de Beaumarchais, figure majeure des Lumières, auteur du Barbier de Séville et du Mariage de Figaro.

## Histoire

### Époque contemporaine
Au milieu du XIXe siècle, la rue était encore étroite, et sa largeur ne dépassait pas 4 mètres par endroits. Après l'extension du lycée de jeunes filles, les habitants demandèrent l'élargissement de la rue.

## Patrimoine et lieux d'intérêt

### Lycée Saint-Sernin
- no  1 : lycée Saint-Sernin[4].

### Immeubles
- no  6 : immeuble.
L'immeuble, de style classique, est construit dans la première moitié du XVIIIe siècle. Au rez-de-chaussée, la porte piétonne, surmontée d'une large corniche moulurée, a conservé sa menuiserie en bois[5].

- no  24 : immeuble.
L'immeuble, de style néoclassique, est construit dans le deuxième quart du XIXe siècle. Il s'élève sur trois niveaux, séparés par des cordons. Au premier étage, les fenêtres ont été modifiées au début du XXe siècle dans un style inspiré par l'Art nouveau. Plus larges que les fenêtres du deuxième étage, elles ont un chambranle en brique claire et de petits balconnets mis en valeur par des garde-corps en fer forgé aux motifs végétaux[6].

- no  26 : immeuble.
L'immeuble, de style néoclassique, est construit dans le deuxième quart du XIXe siècle. Il s'élève, face à la rue Gramat, sur deux étages décroissants. Les étages sont éclairés par des fenêtres dont le chambranle est finement gravé dans la brique et dont les appuis en pierre sont reliés par des cordons moulurés en brique. Au 1er étage, elles sont surmontées de couronnes de lauriers et d'une frise de palmes en terre cuite et, au 2e étage, d'une frise de rinceaux. L'élévation est couronnée par une large corniche à modillons à feuilles d'acanthe[7].

## Personnalités

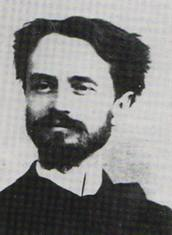
Portrait d'Emmanuel Delbousquet.

- Emmanuel Delbousquet (1874-1909) : élève au petit séminaire de l'Esquile en 1891, il vécut dans une maison à l'angle de la rue des Cuves-Saint-Sernin (actuel no 2). Il fonda avec Louis Magre et Marc Lafargue la première revue poétique de l'école occitane toulousaine, Les Essais de Jeunes. En 1959, une plaque fut posée sur la maison à l'occasion du cinquantenaire de sa mort[8]

- Marguerite Dilhan (1876-1956) : licenciée de droit en 1902 et une des premières femmes avocates l'année suivante, membre du barreau de Toulouse, elle avait son cabinet dans un immeuble de la rue (actuel no 2 bis)[9].